# ルーベン・コスゲイ
ルーベン・コスゲイ（Reuben Seroney Kosgei、1979年8月2日 - ）はケニアの陸上競技選手、専門は3000m障害を主とする中・長距離走。カプサベト出身。身長173cm、体重54kg。2000年シドニーオリンピック男子3000m障害では同種目史上最年少となる21歳で優勝を飾った。また優勝タイム8分21秒43は1972年ミュンヘンオリンピック以降では最も遅い記録となった。
コスゲイは、2002年マンチェスターで開催されたコモンウェルスゲームズケニア代表を放棄し、IAAFゴールデンリーグの賞金を優先したとして批判された。2006年のコモンウェルスゲームズ3000m障害には出場し、3位に入った。
コスゲイは2009年ウィーンマラソンでマラソンに初出場したが途中棄権した。11月フィレンツェマラソンに出場し2位となった

## 主な戦績
| 年   | 大会                           | 開催地       | 順位     | 種目    |
| ---- | ------------------------------ | ------------ | -------- | ------- |
| 1998 | 世界ジュニア陸上競技選手権大会 | アヌシー     | 優勝     | 3000mSC |
| 2000 | オリンピック                   | シドニー     | 優勝     | 3000mSC |
| 2001 | 世界陸上競技選手権大会         | エドモントン | 優勝     | 3000mSC |
| 2001 | グッドウィルゲームズ           | ブリスベン   | 優勝     | 3000mSC |
| 2003 | 世界陸上競技選手権大会         | パリ         | 途中棄権 | 3000mSC |

## 記録
- 3000mSC - 7分57秒29（2001年）世界歴代9位